# (77138) Puiching
(77138) Puiching est un astéroïde de la ceinture principale.

## Description
(77138) Puiching est un astéroïde de la ceinture principale. Il fut découvert le 2 mars 2001 à l'observatoire Desert Beaver par William Kwong Yu Yeung. Il présente une orbite caractérisée par un demi-grand axe de 2,38 UA, une excentricité de 0,16 et une inclinaison de 2,9° par rapport à l'écliptique.

## Compléments